# Benskakare

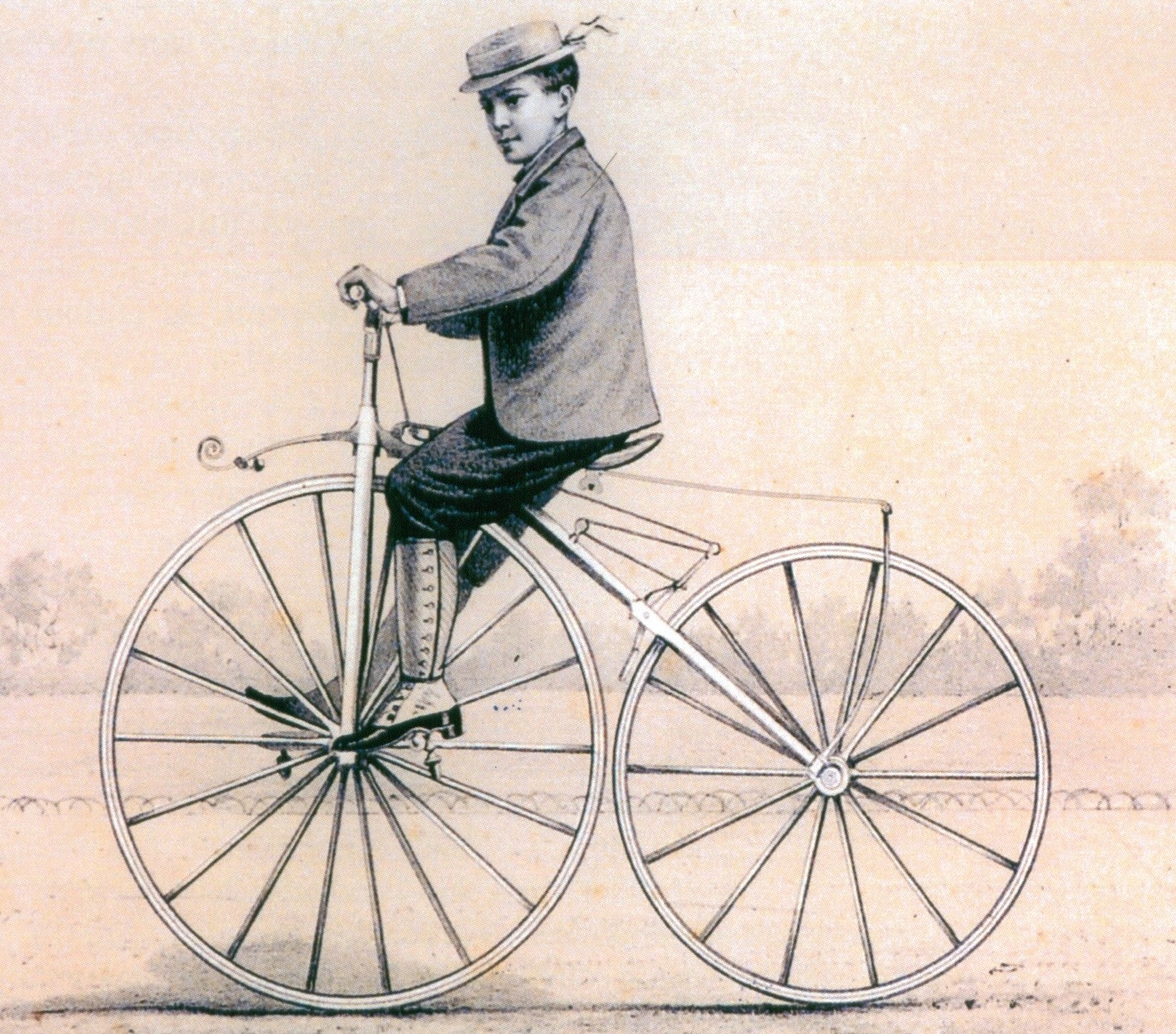
Pierre Michaux benskakare

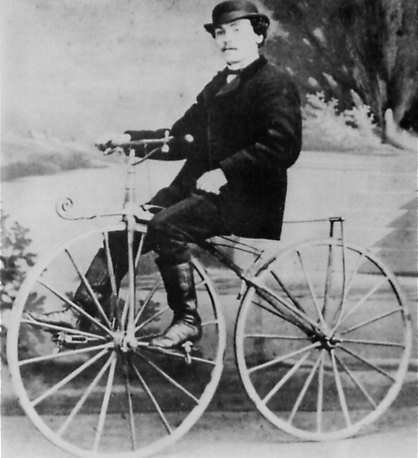
Pierre Lallement på sin benskakare, 1870

Benskakare var en benämning på 1860- och 1870-talen för tidens cyklar med trampor på framhjulen och stålbandsbeslagna trähjul. Kombinationen av järnskodda hjul och kullerstenar gjorde fordonet mycket obekvämt. 
Uppfinningarna av tvåhjulingar under första hälften av 1810-talet byggde på att ryttaren satt på fordonet och sparkade sig fram. Ett exempel är tysken Karl Drais patenterade uppfinning, som han kallade "Laufmaschine" ("springmaskin"). Den kallades också "dressin" efter uppfinnarens namn. 
På 1850-talet utvecklades i Frankrike tvåhjulingar med pedaler på framhjulet, vilka fick namnet "velociped", men mer allmänt kallades "benskakare" efter den hårda behandling, som ryttaren utsattes för av den ofjädrade konstruktionen med hårda stålbandsklädda trähjul.

## Originaluppfinningar
Omkring 1861 kan den franske vagnmakaren Pierre Michaux ha varit först att placera vevarmar och pedaler på framhjulet till en "dressin", som han reparerade till en kund. En annan fransman, vagnmakaren nPierre Lallement, utvecklade en konstruktionen ungefär samtidigt, men byggde ett exemplar först 1863, varpå han flyttade till USA 1865 och tog patent på konstruktionen där 1866.
Pierre Michaux började serietillverka velocipeder i Frankrike vid mitten av 1860-talet. År 1867 visade han upp sin cykel på Världsutställningen 1867 i Paris.
Benskakarna ersattes efter några år av höghjulingar, vilka baserades på samma konstruktion.

## Benskakare i Sverige
Från Världsutställningen i Paris 1867 hämtades inspiration beträffande Pierre Michaux benskakare av färgerifabrikören Fredrik Runstedt i Vrigstad och vagnmakaren Johan Wilhelm Östberg I Stockholm.
Fredrik Runstedt i Vrigstad tog initiativ till att tillverka en pedaldriven velociped, Vrigstadcykeln, efter en detaljerad beskrivning av Michaux cykel i en tidskrift. Tillsammans med vagnmakaren Johan Håkansson och smeden Hans Johan Karlsson konstruerade han det första exemplaret i Sverige 1868.
Johan Wilhelm Östberg studerade Michaux velociped på plats på världsutställningen. Han visade upp sin konstruktion i Stockholm 1869 och tillverkade därefter något hundratal exemplar. Hans cyklar kom att dominera marknaden till en början så pass mycket att begreppet "östbergare" blev en synonym till benskakare.
En tredje modell av svensk benskakare tillverkades på Huseby bruk av ingenjören Joseph Stephens samtidigt som Runstedts och Östbergs. Han hade också varit på världsutställningen i Paris 1867 och kan ha varit den första tillverkaren i Sverige.

## Bildgalleri

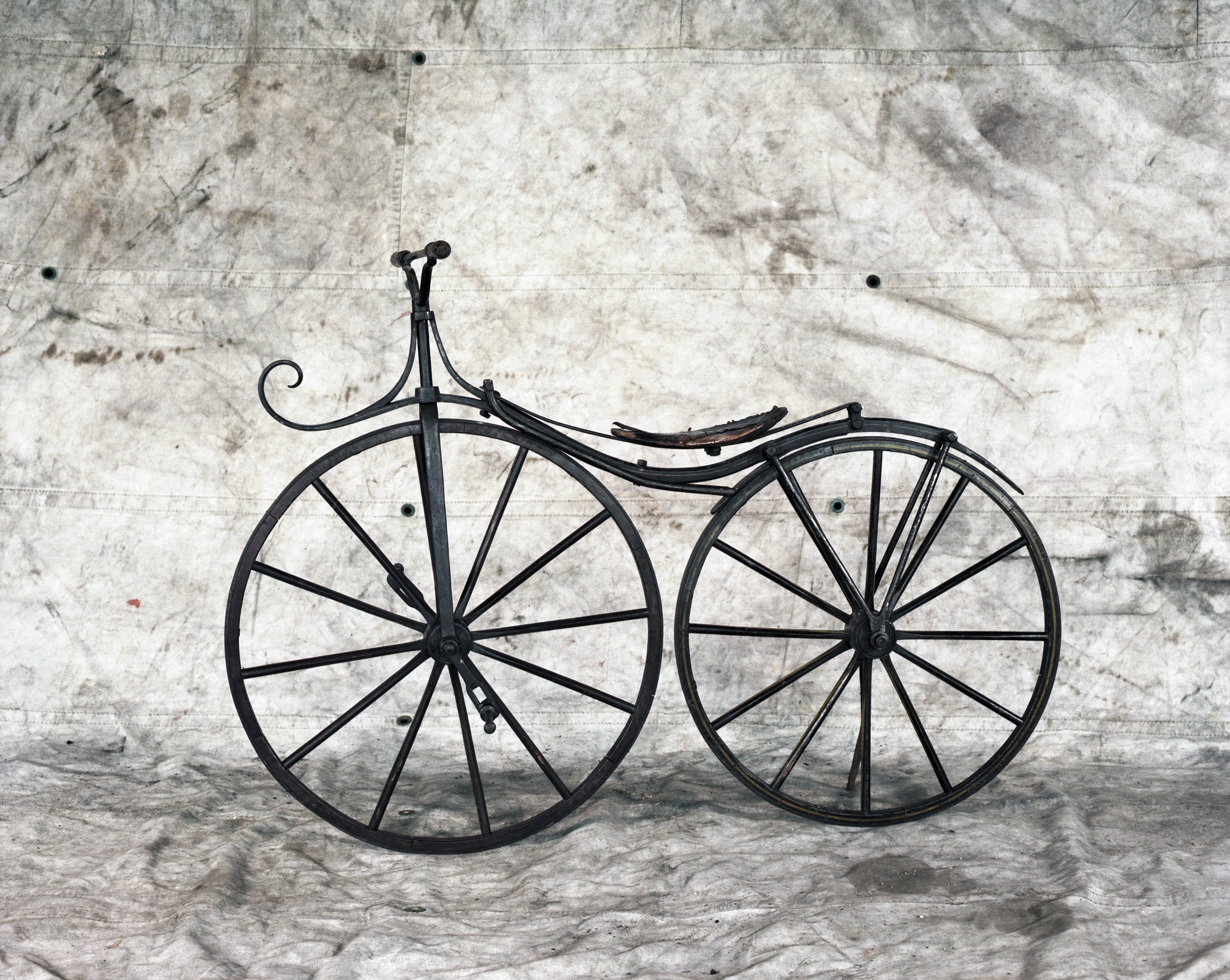
Benskakare från Huseby bruk
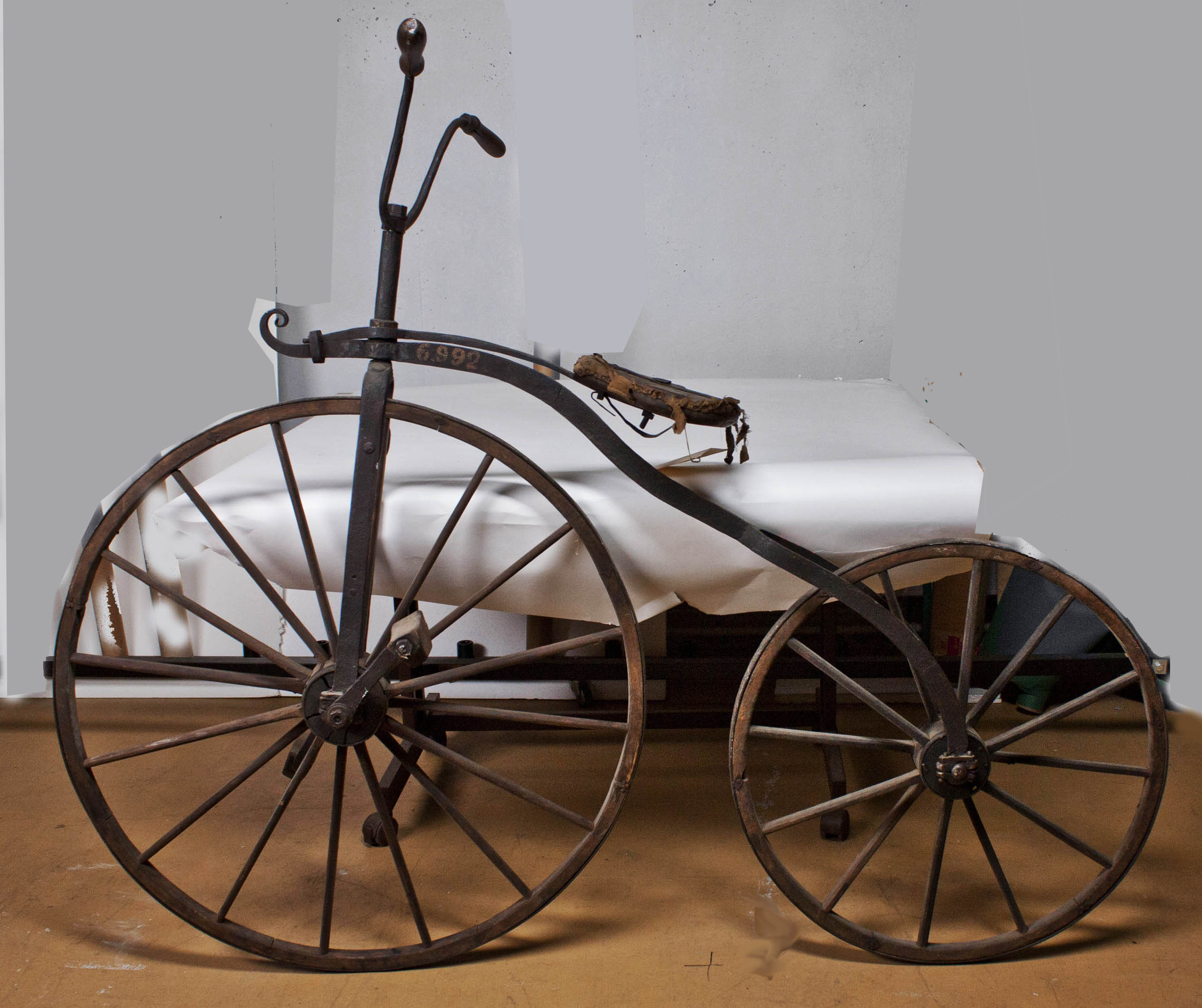
Vrigstadcykeln
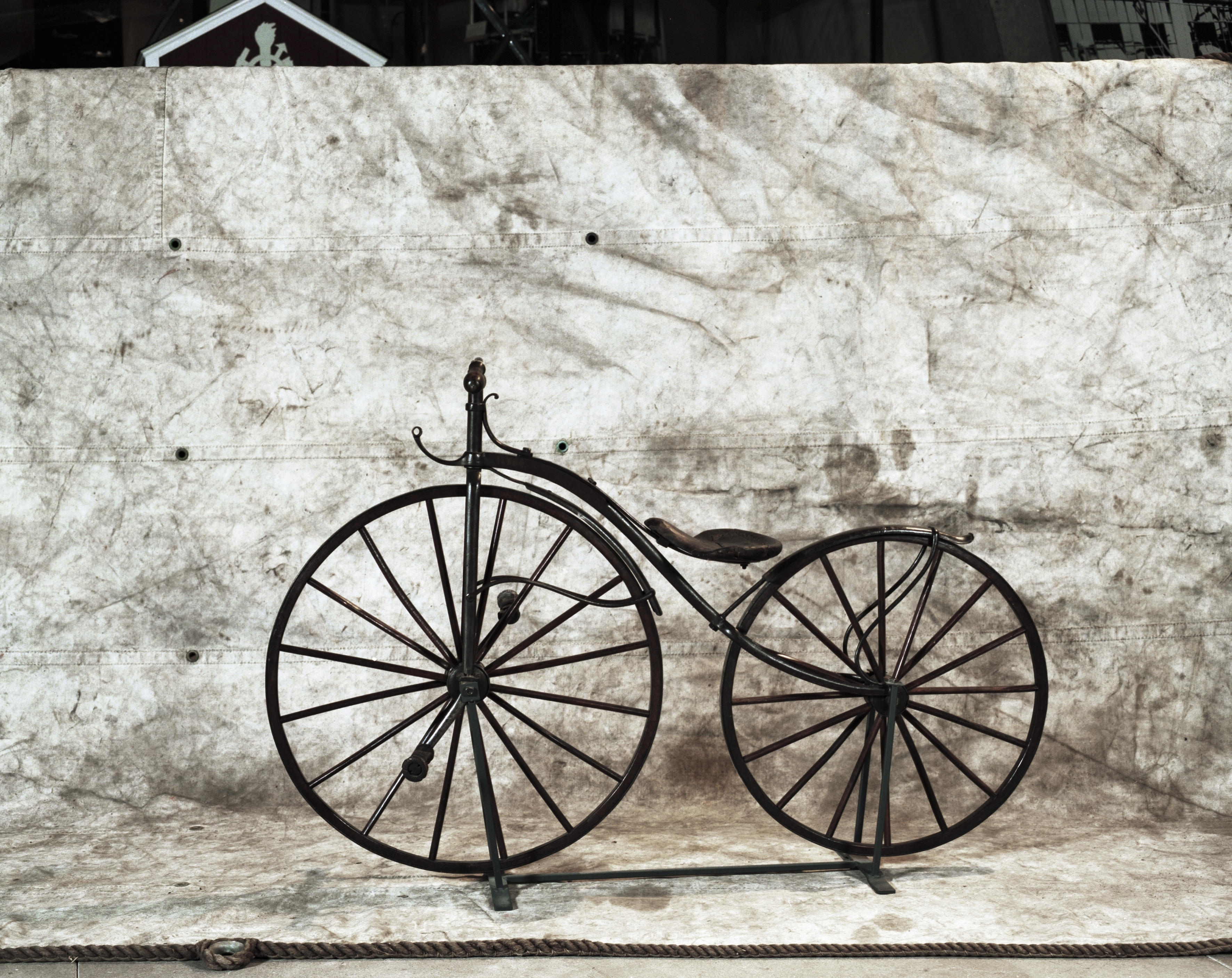
"Östbergare", Johan Wilhelm Östbergs cykel